# ドナルド・ジョハンソン
ドナルド・カール・ジョハンソン（Donald Carl Johanson、1943年6月28日 - ）は、アメリカ合衆国の古人類学者である。イヴ・コパン、モーリス・タイーブと共同で、エチオピアのハダール地方のアファール盆地で「ルーシー」と呼ばれるメスのアウストラロピテクス・アファレンシスの化石を発見したことで知られる。

## 生涯

### 若年期と教育
ジョハンソンは、イリノイ州シカゴでスウェーデン出身の両親の間に生まれた。スウェーデンのレスリング選手のイバール・ヨハンソンは叔父にあたる。
1966年にイリノイ大学アーバナ・シャンペーン校で学士号を取得し、シカゴ大学で修士号（1970年）と博士号（1974年）を取得した。

### キャリア
ルーシーが発見された当時はケース・ウェスタン・リザーブ大学の人類学の准教授だった。1981年にカリフォルニア州バークレーに人類起源研究所を設立し、1997年にアリゾナ州立大学に移籍した。ケース・ウェスタン・リザーブ大学から名誉博士号を授与され、2008年にはウェストフィールド州立大学からも名誉博士号を授与された。

### ルーシー
ルーシーは、1974年11月24日にエチオピアのハダールで発見された。ジョハンソンは大学院生のトム・グレイに付き添って発掘調査をしていたが、視界の端に見えた白い骨の化石がヒト科の動物の骨であると認識したのが最初だった。最終的に骨格の40%が復元され、後にこれがアウストラロピテクス・アファレンシスの最初に発見された個体であることが判明した。ジョハンソンは、これほど多くの骨が一度に見つかったことに驚愕した。「ルーシー」という名前は、探検隊の一員のパメラ・アルダーマンが提案したものであり、発見された夜にテープレコーダーから繰り返し流れていたビートルズの楽曲『ルーシー・イン・ザ・スカイ・ウィズ・ダイアモンズ』に因んで命名した。
ルーシーは身長約3.5フィート（約1メートル）の二足歩行のヒト科の動物で、レイモンド・ダートが唱えた「アウストラロピテクスは直立歩行する」という説を裏付けるものであった。ジョハンソンらは、その肋骨から植物性の食事をしていたこと、曲がった指の骨からおそらく樹上生活をしていたであろうことを推定した。ジョハンソンらはルーシーをアウストラロピテクス・アフリカヌスの古い仲間と考えた。その後、似たような形態の頭蓋骨がいくつか発見されたため、ほとんどの古生物学者はルーシーをアファレンシスという別種に分類することにした。
ジョハンソンとメイトランド・A・エディーは、この研究に関する最初の一般書である"Lucy: The Beginnings of Humankind"（ルーシー: 人類の始まり）で1982年の全米図書賞科学部門を受賞した。

### 最初の家族
「AL 333」は、1975年にジョハンソンの研究チームがハダールで発見した、少なくとも13体分の先史時代のヒト科動物の化石であり、「最初の家族」(First Family)と呼ばれている。一般的にはアウストラロピテクス・アファレンシスの仲間と考えられており、約320万年前の化石と推定されている。

### 賞と栄誉
1976年、アカデミー・オブ・アチーブメントのゴールデンプレート賞を受賞した。
1991年、 懐疑主義的研究委員会(CSICOP)は、ジョハンソンに最高の栄誉である「In Praise of Reason」賞を授与した。
2021年10月に打ち上げられたNASAの小惑星探査機は、ジョハンソンらが発見した化石に因んで「ルーシー」と名付けられた。探査機「ルーシー」の最初の目標天体である小惑星52246は、ジョハンソンの名前を取って2015年に「ドナルドジョハンソン」と命名された。
2013年から、アメリカ国立科学教育センターの諮問委員を務めている。
ジョハンソンは無神論者であり、2014年10月24日、信教からの自由連盟の第37回年次大会で「Emperor Has No Clothes」賞を受賞した。

## 著書
- Johanson, Donald; Maitland Edey (1981). Lucy: The Beginnings of Humankind. New York: Simon and Schuster. ISBN 0-671-25036-1
  - 『ルーシー: 謎の女性と人類の進化」ドナルド・C. ジョハンソン(著), マイトランド・A. エディ(著）、渡辺毅翻訳、どうぶつ社 (自然誌選書) 単行本 – 1986/8/1
- Johanson, Donald; James Shreeve (1989). Lucy's Child: The Discovery of a Human Ancestor. London: Viking. ISBN 0-670-83366-5
- 『Ancestors: In Search of Human Origins』by Donald Johanson (Author), Lenora Johanson (Author), Blake Edgar (Author) Hardcover – February 8, 1994
  - 『人類の祖先を求めて』D.C.ジョハンソン (著), 馬場悠男 (翻訳) 日経BPマーケティング(別冊日経サイエンス 117) ムック – 1996/11/1
- Johanson, Donald; Blake Edgar (1996). From Lucy to Language. New York: Simon & Schuster. ISBN 0-684-81023-9
- Johanson, Donald; Giancarlo Ligabue (1999). Ecce Homo: Writings in Honour of Third Millennium Man. Milan: Electa. ISBN 88-435-7170-2
- Johanson, Donald; Kate Wong (2009). Lucy's Legacy: The Quest for Human Origins. New York: Harmony Books. ISBN 978-0-307-39639-6